# 410 Chloris
410 Chloris је астероид главног астероидног појаса са пречником од приближно 123,57 km.
Афел астероида је на удаљености од 3,373 астрономских јединица (АЈ) од Сунца, а перихел на 2,084 АЈ.
Ексцентрицитет орбите износи 0,236, инклинација (нагиб) орбите у односу на раван еклиптике 10,921 степени, а орбитални период износи 1646,338 дана (4,507 године).
Апсолутна магнитуда астероида је 8,30 а геометријски албедо 0,055.
Астероид је откривен 7. јануара 1896. године.